# Bangårdsgatan

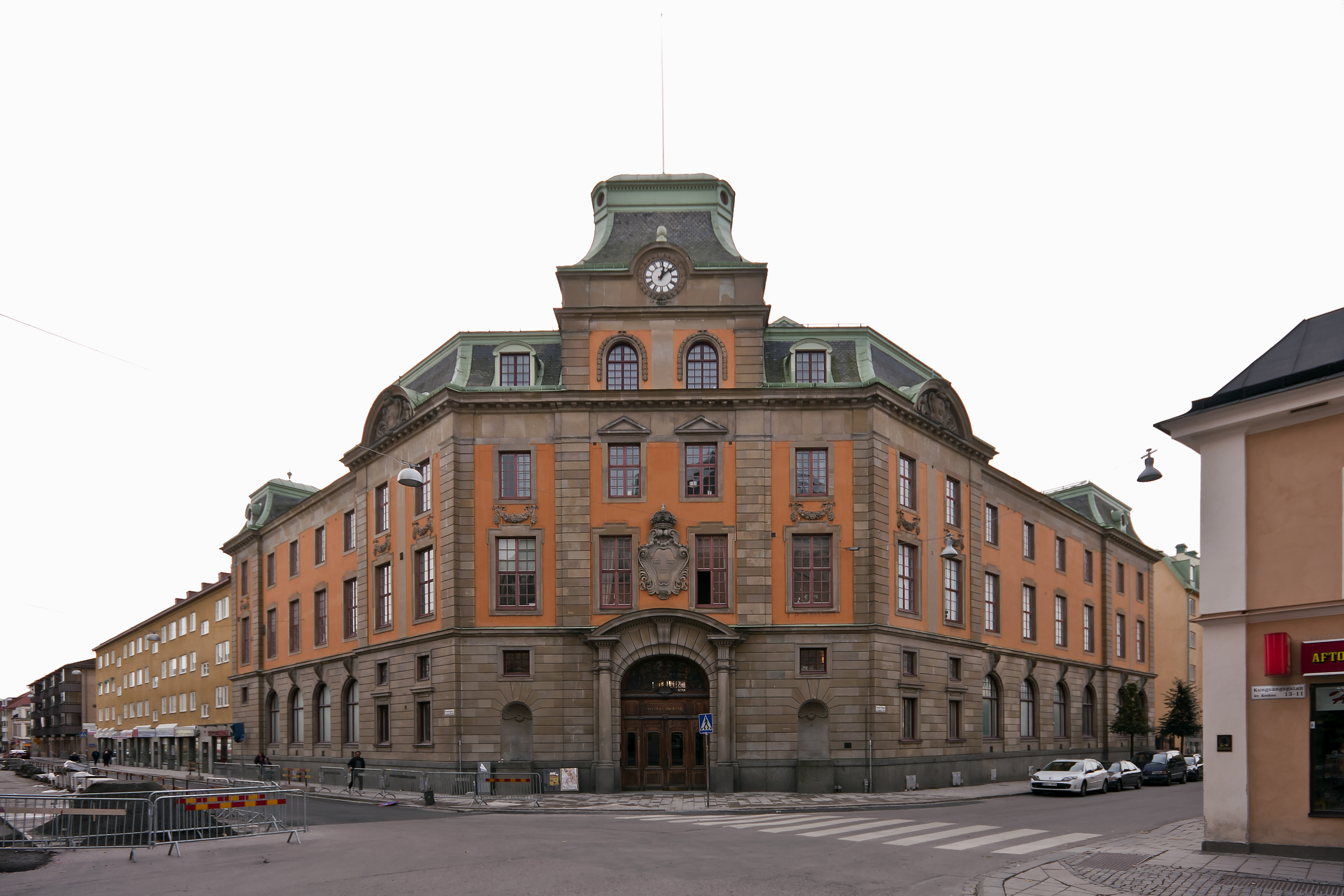
Gamla Riksbankshuset i korsningen mellan Bangårdsgatan och Kungsängsgatan.

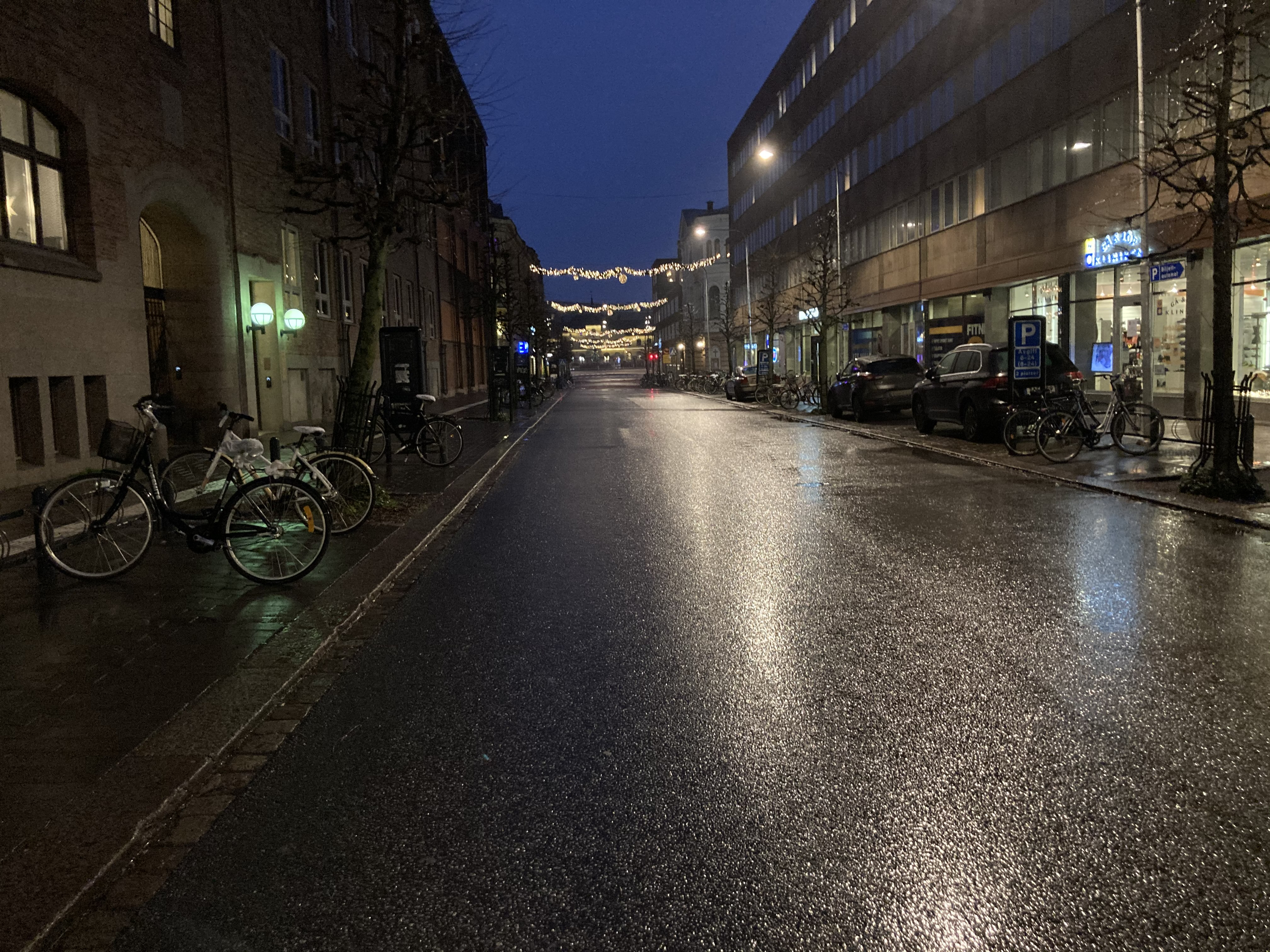
Bangårdsgatan, december 2020.

Bangårdsgatan i Uppsala utgår från Östra Ågatan vid Fyrisån och sträcker sig till centralstationen. Innan Uppsala hade fått järnväg hette gatan Gräsgränd då den sträckte sig ut mot gräsbevuxet fält som låg där järnvägen finns idag. När Uppsala fick järnväg döptes gatan om till Bangårdsgatan. Gatan korsar Kungsängsgatan och Kungsgatan. Vid Östra Ågatan ligger Grand Hotell Hörnan som är ett av Uppsalas exklusivaste hotell. Vid Kungsgatan ligger en galleria som heter Svava. 
I det kvarter, Hästen, där idag "Arbetsmarknadens Hus" reser sig fanns rester av den gamla gräsgränden.
Vid Bangårdsgatan 5 fanns en tidig bensinstation i Uppsala. I en lokal telefonkatalog från 1919 omnämns en kol- och kokshandlare som ombud för Krooks Petroleum & Olje AB.

## Nummer
Avsnittet mellan Östra Ågatan och Kungsgatan är väg C 5014, en av Vägverket rekommenderad led för tunga lastbilar och andra större fordon vid färd genom tätorten Uppsala. Även Östra Ågatan (C 5012) har denna status. Vägnumret 5014 skyltas inte och sätts inte ut på allmänna vägkartor.